# Ираклий I (царь Кахетии)
Ираклий I (груз. ერეკლე I, Назарали-Хан; 1637 или 1642 — 1709) — царь Картли (1688—1703), царь Кахетии (1703—1709). Сын царевича Давида (1612—1648) и Елены Диасамидзе (ум. 1695), внук царя Картли и Кахетии Теймураза I.

## Биография

### Нахождение в России
С юношества находился при дворе царя Русского царства Алексея Михайловича под именем царевича Николая Давыдовича, куда прибыл в декабре 1654 года месте с матерью. 
В 1660 году выехав из Москвы 03 июня он с матерью совершил поездку водным путём в Нижний Новгород и Казань. Нижегородский воевода Семён Артемьевич Измайлов докладывал в Посольский приказ, что в июле в 1 день прибыл царевич Николай Давыдович со своей матерью с царицей Еленой Леонтьевной сопровождаемые — 92 нижними людьми, грузинским митрополитом Григорием с посольством — 4 чел., русских послов — 3 чел., меретинские послы Марко Томаев с товарищами — 3 чел., царёвых и посольских людей — 16 чел., а в приставах Дмитрий Волынский, да толмач с Посольского приказа, для записи подьячий и провожатых московских стрельцов — 20 чело. Пробыв в Н. Новгороде три дня, они 03 июля отправились в Казань. Дальнейший его путь лежал на Родину.
В июне 1666 года в Москву вторично приехал царевич Николай Давыдович с митрополитом Николаем и со многими боярами, а 10 июня были на приёме у царя Алексея Михайловича. Мать его царица Елена Леонтьевна прибыла в Москву лишь 28 декабря 1666 года. В Посольский приказ 12 января 1673 года, пребывающий в Москве царевич Николай Давыдович подал две грамоты, присланные ему из Грузии от его сестры царицы Екатерины, прося вернуться. В своём указе от 24 мая Российский государь разрешил ему вернуться в Кахетию. Выезд царевича с дорогими подарками, состоялся 27 февраля 1674 года. Его мать 23 августа 1678 года подала челобитную прося тоже отпустить ее, на что получила царское соизволение.

#### Биография за границей
По возвращении в 1662 году совершил неудачную попытку взойти на кахетинский царский трон. Ираклий прибыл в область Тушети, где получил поддержку кахетинцев. Ещё в 1660 году картлийский царь Вахтанг V (Шахнаваз) умертвил фактического правителя Кахетии Заала Арагвского Эристави и подчинил своей власти Кахетинское царство. Шахнаваз отправил против Ираклия картлийское войско под командованием Пааты Мухрабатона и Отара Эристави. В битве при Уриатубани картлийцы разгромили царевича Ираклия, на стороне которого сражались кахетинцы и туши. Ираклий бежал в крепость Торга. В 1663 году картлийский царь Шахнаваз с войском вступили в Кахетию и осадил крепость Торга, где находился Ираклий с матерью. По просьбе Елены, матери Ираклия, Вахтанг V Шахнаваз согласился выпустить их из крепости. Ираклий отступил в Тушети, а Шахнаваз подчинил своей власти всю Кахетию и вернулся на родину.
Царь Картли Вахтанг V в 1664 году с разрешения персидского шаха Аббаса II (1642—1666) посадил на царствование в Кахетии своего старшего сына Арчила. В том же году Ираклий, проживавший в Тушети, по призыву кахетинцев возобновил борьбу за царский престол. Ираклий стал совершать набеги на кахетинские земли. Картлийский царь Вахтанг V Шахнаваз с большим войском прибыл на помощь своему сыну Арчилу в Кахетию и стал в Ацквери. Ираклий вынужден был отступить из Кахетии в Тушети. Вскоре Шахнаваз распустил своё войско по домам. Тогда по призыву кахетинцев Ираклий решил напасть на картлийского царя. С отрядами тушей и кахетинцев Ираклий напал на картлийского царя Шахнаваза в Ацквери, но был разбит. Ираклий отступил в Тушети. Картлийский царь Шахнаваз заставил кахетинскую знать принести присягу на верность своему сыну Арчилу и вернулся в Картли. В том же 1664 году Ираклий вернулся из Кахетии в Россию. Ираклий пробыл в России десять лет.
В 1674 году Ираклий вернулся из России в Кахетию. Ираклий вначале прибыл в область Тушети, где пользовался поддержкой местного населения. Крупный персидский сановник Шихали-хан, враждовавший с картлийским царём Шахнавазом и его сыном Арчилом, посоветовал новому персидскому шаху Солейману Сефи (1666—1694) назначить новым царём Кахетии Ираклия, противника Шахнаваза. По приглашению царя Арчила Ираклий прибыл из Тушети в Кахетию, где был принят «с большой любовью». Арчил и Ираклий много дней пировали и охотились, затем Арчил наградил Ираклия и вместе с большой кахетинской делегацией отправил к шахскому двору в Исфахан. Условием воцарения на троне Картли шах поставил смену религии с христианства на ислам.
Поначалу Ираклий был против, но иранский шах Солейман Сефи настоял на своём и заставил его сменить вероисповедание. Ираклий, приняв имя Назарали-Хан, вынужден был проживать при шахском дворе в Исфахане. Ираклий провёл в иранской столице 14 лет. В 1688 году персидский шах Солейман Сефи отстранил от престола царя Картли Георгия XI, сына Шахнаваза. Новым царём Картли был назначен Ираклий. В том же 1688 году Ираклий, сопровождаемый иранскими отрядами, прибыл из Исфахана в Картли и вступил в Тбилиси, где занял царский престол под именем Ираклия I. Георгий XI с немногочисленными сторонниками отступил в Рачу, а оттуда перебрался в Мегрелию, Гурию и Самцхе. Ахалцихский паша арестовал бывшего картлийского царя Георгия и заключил его в темницу, откуда он вскоре бежал. Новый картлийский царь Ираклий не пользовался поддержкой картлийской знати. В Тбилиси был расквартирован большой иранский гарнизон.
Смещённый царь Георгий XI был вынужден отправиться в Имеретию, но в 1691 году возвратился и начал борьбу с Ираклием за возвращение картлийского трона. Часть княжеств поддерживала Ираклия I, хотя и у Георгия XI были сторонники. Многие картлийские мтавары, недовольные правлением царя Ираклия, предложили Георгию приехать в Картли и вторично вступить на царский престол. Ашотан Мухрабатони, Гиви Амилахори и Николоз Магалашвили прислали царю Георгию большие дары для подкупа ахалцихского паши. В 1691 году Георгий XI бежал из темницы в Ахалцихе и прибыл в Слеса, где встретился с семьёй. Оттуда царь Георгий отправился в Картли.
В 1691 году царь Георгий XI собрал верные войска и вступил в Картли. Многие мтавары присоединились к нему. Картлийский царь Ираклий прибыл из Коджори в Тбилиси. Георгий вступил в Душети и Тианети. Здесь к нему присоединился эристав Георгий Бардзим. Георгий с войском двинулся из Тианети на Дидгори, где соединился с отрядами из Сомхит-Сабаратиано, а затем расположился в Коджори. Георгий со своим войском осадил Тбилиси, столицу Картли. Георгий связался с кахетинцами и предложил им принять к себе на царство своего брата Арчила. Кахетинцы обещали принять Арчила, но тот отказался и решил ехать в Россию. Георгий, надеясь на клятву кахетинцев, выступил к Аило, чтобы занять Кахетию. Не получив поддержки кахетинцев, царь Георгий вернулся в Картли и прибыл в Мцхету. Георгий вторично предложил своему брату Арчилу занять царский трон в Кахетии, но Арчил отказался и уехал в Осетию. Царь Георгий расположился в Коджори. Георгий связался с тарковским шамхалом, прося у него военной помощи в борьбе за власть с Ираклием. Шах Ирана прислал к шамхалу большие дары и поручил ему схватить царя Арчила, отправившегося в Россию. Шамхал нарушил клятву, данную Георгию, и отказался ему помогать. В это время Назарали-хан (Ираклий) предложил кахетинскому наместнику Абазкули-хану захватить Эрцо-Тианети. Георгий выслал против него Папуа Мухранбатони и Георгия Эристави с войском. Однако картлийцы были разбиты в бою и вынуждены были отступить. Тогда сам царь Георгий прибыл с войском к Тианети и вновь захватил город. Царь Ираклий с войском расположился в Картлисубани. Георгий и Ираклий договорились между собой, чтобы первый занял Картли, а второй получил Кахетию. Однако этот договор был нарушен. Георгий решил вступить в битву с Ираклием, но Георгий Эристави убедил Георгия отступить. Царь Ираклий со своим войском занял весь Тианети к востоку от Арагви. Георгий выслал против Ираклия Ясона Эристави с войском. Ясон разгромил отряды Назарали-хана, обратил их в бегство и занял берега Арагви. Заала Херхеулидзе с войском по приказу царя Георгия разорил Марткопи. Царь Ираклий с войском двинулся в погоню и осадил Заала в Мцхете. Тогда царь Георгий с войском двинулся против своего противника Ираклия.
В 1694 году в Джвари между царями-соперниками Георгием и Ираклием начались длительные бои. По приказу царя Георгия был казнён Цици Цицишвили и ослеплён Бежан Саакадзе, которые вступили в тайный сговор с царём Ираклием. Вскоре на помощь Ираклию прибыл иранский наместник Кахетии Абазкули-хан с войском. Однако в боях ни одна из враждующих сторон не смогла одержать победу. Вскоре Назарали-хан и Абазкули-хан отступили в Тбилиси. Оттуда Ираклий двинулся в Сомхити. Между тем царь Георгий, стоявший в Кркони, соединился со своим братом Арчилом и прибыл в Вархуна. Между тем царь Ираклий с небольшим количеством воинов находился в Болниси. Георгий выступил против него, но Ираклий успел уйти в Борчалу. Новый иранский шах Солтан Хусейн отправил на помощь Назарали-хану небольшой отряд. Однако грузины под командованием Вахтанга, племянника царя Георгия, разгромили персов. Вскоре царь Ираклий вернулся в Тбилиси, а царь Георгий вернулся в Кркони. Назарали-хан (Ираклий), недовольный действиями кахетинского наместника Абазкули-хана, отправил посла к шаху и просил у него военной помощи в борьбе против Георгия.
В 1695 году шах отстранил Абазкули-хана и отправил на помощь царю Ираклию большое войско под командованием нового кахетинского наместника Калбани-хана. Летом Калбани-хан с иранской армией прибыл в Хунань, где его встретил картлийский царь Ираклий. Царь Георгий XI находился в Дидгори. Однако из-за отказа мтаваров Георгий вынужден был отказаться от битвы с персидским войском. Царь Ираклий и Калбани-хан с войском прошли Сомхити, Дманисское ущелье и стали в Карабулаке. Царь Георгий прибыл в Клдекари. Картлийские мтвары не желали сражаться с кызылбашами (персами), рассчитывая на свои укрепления. В том же 1695 году царь Георгий XI вернулся в Кркони, забрал с собой свою семью и удалился в Имеретию. Назарали-хан и Калбани-хан прибыли в Гори, откуда персы разорили некоторые горные сёла. Мтавары не смогли обороняться в своих укреплениях. Георгий Эристави и Гиви Амилахори бежали в Двалети, а оттуда в Имеретию. Давид Эристави, Папуа Мухранбатони и спаспет Тамаз с сыном Мамукой были доставлены к Калбани-хану, который отправил их к шаху, приказавшему заключить их в Кермане. Вскоре ереванский хан, враждовавший с Калбани-ханом, предложил царю Георгию отправиться к персидскому шаху, обещая ему, что шах пожалует ему царский трон в Картли. Георгий XI согласился на предложение ереванского хана и отправился в Персию. Ереванский хан сообщил шаху о прибытии картлийского царя. В награду шах Солтан Хусейн назначил ереванского хана топангчиагасом. Шах отправил в Картли мехмамдара, чтобы он сопровождал царя Георгия XI. Мехмандар прибыл в Али, куда явился к нему и царь Георгий. В 1696 году картлийский царь Георгий XI, сопровождаемый мехмандаром, прибыл в Атени и через Триалети-Абоци прибыл в Ереван, откуда в марте 1697 года был доставлен в Исфахан. Персидский шах милостиво принял царя Георгия и пожаловал ему дары. После отъезда Георгия Калбани-хан с войском отступил в Гянджу. Ираклий (Назарали-хан) вновь подчинил своей власти все Картли. Многие мтавары, сторонники царя Георгия, были лишены Ираклием своих вотчин. По требованию картлийцев Ираклий вынужден был призвать из Персии свою любовницу Анну Чолокашвили и жениться на ней. Персы из гарнизонов в Тбилиси, Гори и Сурами грабили и продавали местное население в рабство.
Отправившись в Иран, Георгий XI добился доверия персидского шаха и в 1703 году вернул корону Картли, а Ираклия I шах назначил царём Кахетии. Через некоторое время шах вызвал Ираклия к себе, назначив заместителем его старшего сына Давида. В мае 1703 года кахетинский царь Ираклий отправился в Иран, где был принят при шахском дворе в Исфахане с большими почестями. Ираклий попросил шаха Солтана Хусейна назначить новым царём Кахетии своего старшего сына Давида (Имам Кули-хана), проживавшего в качестве заложника при шахском дворе. Солтан Хусейн назначил Давида царём Кахетии и с большими дарами отправил его в Грузию. Ираклий скончался в 1709 году в Исфахане, так и не вернувшись на родину.

## Деятельность на посту
Основную деятельность развивал в направлении государственного устройства. Особенное внимание уделял устройству городских хозяйств, разграничив полномочия градоначальников, разработав устав амкарств в Тбилиси.

## Семья
Ираклий I женился в 1677 году на Анне Чолокашвили, которая умерла в апреле 1716 года. У Ираклия было несколько детей от Анны и наложниц, имена которых неизвестны.
- Давид II (Имам Кули Хан), царь Кахетии
- Елена (ум. 1745), царица при Иессе Картлийском
- Константин II (Махмет Кули Хан), царь Кахетии
- Исмаил
- Ростом (1685—1703)
- Вахтанг (ум. 1695)
- Дмитрий (1688—1700)
- Горгасал (ум. 1697)
- Георгий
- Марина (1696—1744), была замужем за Эдишером Чолокашвили
- Кетеван (ум. около 1742), была замужем за Абдулой-Бег Багратионом, персидским наместником Картли
- Теймураз II, царь Кахетии и Картли
- Реза Кули Мирза
- Мустафа Мирза